# Nephrotoma sternomarginata
Nephrotoma sternomarginata är en tvåvingeart som beskrevs av Alexander 1964. Nephrotoma sternomarginata ingår i släktet Nephrotoma och familjen storharkrankar. Inga underarter finns listade i Catalogue of Life.